# 川端麻衣
川端麻衣（12月28日—），日本女性配音員。出身於東京都。賢Production所屬。

## 演出作品

### 電視動畫
2014年
- Pac-World（日语：パックワールド）（廣播）

2016年
- JOKER GAME（乘客）

### 網路動畫
2018年
- 裝刀凱 The Animation（日语：ソードガイ 装刀凱）（電話聲音）

### 外語配音
※作品依英文名稱及英文原名排序。

#### 電影
- 看不見的愛（電視女性）
- 神鬼認證：神鬼疑雲（交換手）※朝日電視台版
- 撞機（日语：エアポート2013） ※東京電視台版
- 我們的輕狂年代（Beverly〈Zoey Deutch 飾演〉）
- 假期真要命（Jean〈Lorenza Izzo 飾演〉）
- 愛情失控點（Mary）
- Jesse！（Cami）
- 曼斯菲爾德莊園（少女時期的Fanny Price）
- Marlene
- 遲來的守護者（Kate Sixsmith〈Simone Lahbib 飾演〉）
- 編劇情緣（英语：The Rewrite）（Flo Bai〈Maggie Geha 飾演〉、Sue）
- 小烏龜是如何長大的（英语：Roald Dahl's Esio Trot）（Debbie〈Erica Piccininni 飾演〉）
- 鯊人機器（英语：Roboshark）（急救人員）
- 百老匯風流記（英语：She's Funny That Way (film)）（Elizabeth、David）
- 戰略陰謀：神鬼狙擊手（Gina Aungst〈Presciliana Esparolini飾演〉）
- 集中營狩獵（英语：Turkey Shoot (2014 film)）（Jill WIlson〈Viva Bianca 飾演〉）
- 啟動機械碼（英语：Vice (2015 film)）（Melissa〈Charlotte Kirk 飾演〉）
- 我們不屬於這裡（英语：We Don't Belong Here (film)）（Madeline Green〈Annie Starke 飾演〉）
- 漸動人生（Keeley）

#### 電視影集
- 黑鏡（Caitlyn）
- 地球異世界（英语：Defiance (TV series)）（Deirdre Lamb〈Kristina Pesic 飾演〉）
- 豪斯醫生
- 異鄉人醫生（吳秀賢〈姜素拉 主演〉）
- 女孩看世界（Angela）
- 萬惡高譚市（Topkins）
- 綠葉家族（英语：Greenleaf (TV series)）（Zora Greenleaf〈Lovie Simone 飾演〉）
- 真的不是我（8歲的Garrett Spenger）
- 生意之神－客主2015（小時候的千峰三〈趙賢道 飾演〉）
- The Sandhamn Murder（西班牙语：Morden i Sandhamn）（Ebba）
- 夜班醫生 (第2季)（Rachel）
- 流浪漢（英语：Outcast (TV series)）（女醫生）
- 古戰場傳奇 (第2季)（Susette）
- 平克頓偵探（英语：The Pinkertons）（Adaline）
- 風中的女王（Lola〈Anna Popplewell 主演〉）
- 尖叫女王（Marguerite）
- 少年忍者（英语：Supah Ninjas）（Rose）
- 超自然檔案 (第11季)（Renée）

### 旁白
- 列車旅
- MTV WORLD STAGE（艾莉西亞·凱斯）
- 奧茲醫生秀（英语：The Dr. Oz Show）
- THE NAKED（夏農）
- 地球戲劇性（日语：地球ドラマチック）
  - 「百慕達三角 ～惡魔海域正在接近科學～」
  - 「奧林匹亞號列車 奧運會就是這樣誕生的」
  - 「哈利·波特與魔法世界」
  - 「羅浮宮的幕後」
- 探索頻道 怪異傳說：戀愛法則
- TRAVEL WILD
- BS世界 神秘道
- BS世界的紀錄片（日语：BS世界のドキュメンタリー） 美國秋冬季節下降的中產階級
- BS世界的紀錄片 生命從盡頭開始
- 摩根費里曼之穿越蟲洞

### 舞台
- 三劍客（達太安）

## 外部連結
- 賢Production公式官網的聲優簡介 （页面存档备份，存于） （日語）